# Juravlivka, Tulciîn
Juravlivka (în ucraineană Журавлівка) este localitatea de reședință a comunei Juravlivka din raionul Tulciîn, regiunea Vinnița, Ucraina.

## Demografie
Componența lingvistică a localității Juravlivka
     Ucraineană (98,68%)
     Rusă (1,32%)
Conform recensământului din 2001, majoritatea populației localității Juravlivka era vorbitoare de ucraineană (98,68%), existând în minoritate și vorbitori de rusă (1,32%).